# Министерство городского развития Индии
Министерство городского развития Индии отвечает за разработку и администрирование норм, правил и законов, касающихся жилья и городского развития в Индии. По состоянию на февраль 2011 года, главой министерства является министр кабинета Камал Натх и государственным министром является Шри Саугата Рой.
Министерством несколько раз входила в состав и выходила из состава Министерства жилищного строительства и борьбы с бедностью, прежде чем, наконец обрела независимость в 2004 году.

## Подведомственные организации
- Центральный Департамент общественных работ
- Управление имуществом
- Управление печати
- Управление по развитию земель
- Департамент публикации
- Метро Дели
- Метро Ченнаи
- Метро Калькутты
- Метро Бангалора